# Cannolo
A cannolo (csövecske) ricotta krémmel töltött, ropogós tésztarolád. Jellegzetes szicíliai édesség, a helybéli cukrászat legismertebb terméke, amelyet eredetileg csak karnevál idején készítettek. Világszerte az olasz cukrászat egyik emblematikus desszertje.

## Hozzávalók, Elkészítése

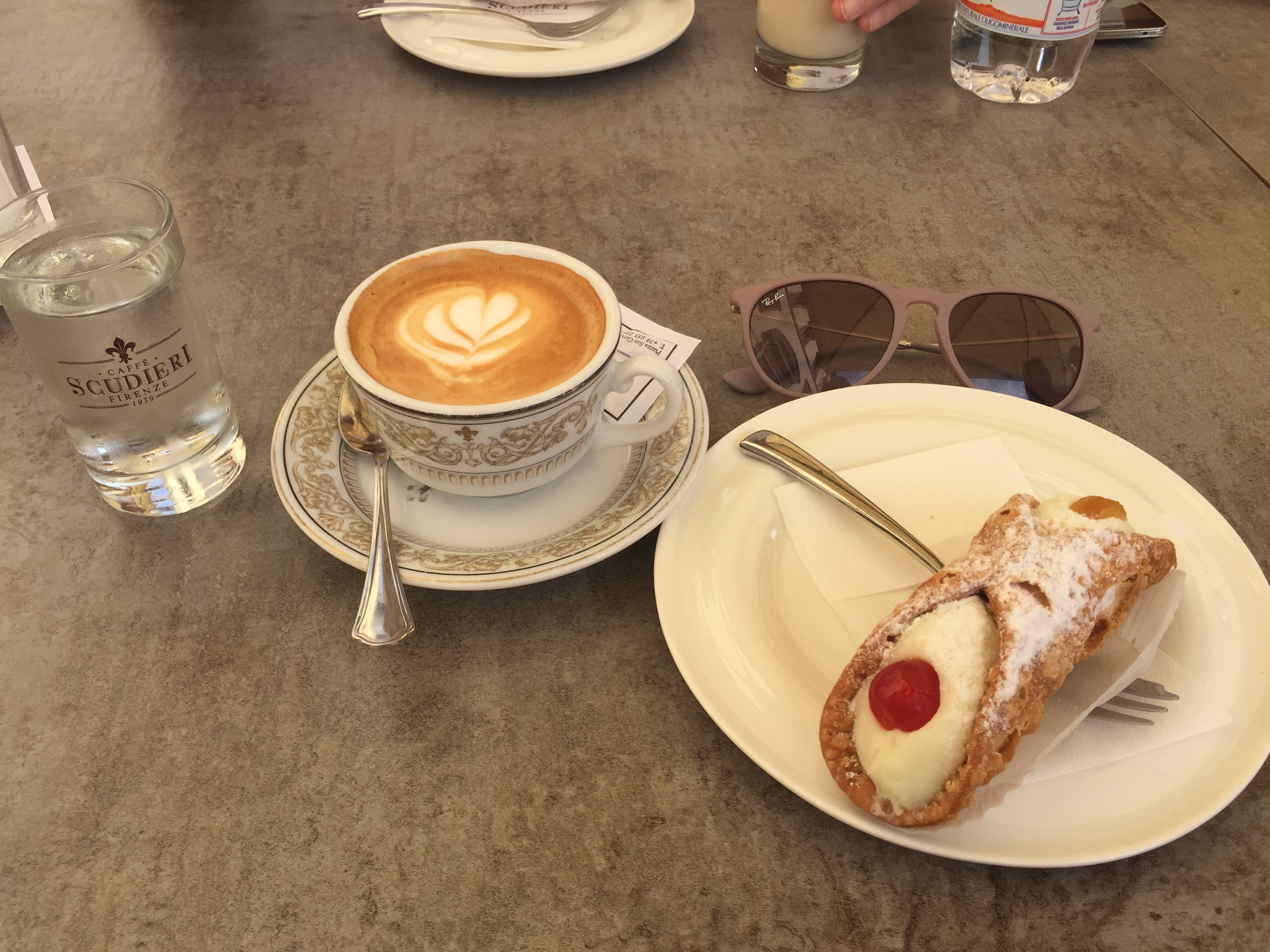
Cannoli kávéval Firenzében

A tészta alapanyagai: liszt, tojás, cukor, desszert bor, fahéj. A tésztából korongokat nyújtanak, amelyeket fém formázóhengerre tekernek fel, az így előkészített csövecskéket hagyományosan zsírban ropogósra sütik, majd a sajtkészítés során megmaradt és újrafőtt tejsavóból készült, friss ricotta sajtból kevert krémes tölteléket közvetlenül a tálalás előtt betöltik a fémcsőről lehúzott omlós sült tészta formába. A töltelékhez helyenként kandírozott gyümölcsöt, apró csokoládépasztillát  vagy pisztáciát adnak, majd porcukorral megszórják.

## Lásd még
- Cannelloni